# Chroom-51
Chroom-51 of 51Cr is een onstabiele radioactieve isotoop van chroom, een overgangsmetaal. De isotoop komt van nature niet op Aarde voor.

## Radioactief verval
Chroom-51 vervalt door elektronenvangst tot de stabiele isotoop vanadium-51:
{\displaystyle {\ce {{^{51}_{24}Cr}+{e^{-}}->{^{51}_{23}V}+{\nu }_{e}}}}
De halveringstijd bedraagt iets minder dan 28 dagen.
42Cr · 43Cr · 44Cr · 45Cr · 45mCr · 46Cr · 47Cr · 48Cr · 49Cr · 50Cr · 51Cr · 52Cr · 53Cr · 54Cr · 55Cr · 56Cr · 57Cr · 58Cr · 59Cr · 59mCr · 60Cr · 61Cr · 62Cr · 63Cr · 64Cr · 65Cr · 66Cr · 67Cr · 68Cr · 69Cr · 70Cr